# Моја лепа госпођица (мјузикл)
„Моја лепа госпођица“ је мјузикл чији је аутор Алан Џеј Лернер, а музика Фредерика Лоуа. Прича, заснована на драми Џорџа Бернарда Шоа „Пигмалион“ из 1913. године и на филмској адаптацији драме из 1938. године, говори о Елизи Дулитл, девојци која продаје цвеће, из Кокнија, која узима часове говора од професора Хенрија Хигинса, фонетичара, како би могла да прође као дама. Упркос својој циничној природи и тешкоћама у разумевању жена, Хигинс се везује за њу.
Бродвејска продукција мјузикла из 1956. године постигла је значајан критички и популарни успех, освојивши шест награда Тони, укључујући и награду за најбољи мјузикл. Поставила је рекорд за најдуже извођење било ког мјузикла на Бродвеју до тада, а након тога је уследила хит лондонска продукција. Рекс Харисон и Џули Ендруз глумили су у обе продукције. Уследило је много верзија, а филмска верзија из 1964. године са Одри Хепберн и Рексом Харисоном освојила је Оскара за најбољи филм.

## Радња

### Први чин
У едвардијанском Лондону, Елиза Дулитл је девојка која продаје цвеће са јаким кокни акцентом. Познати фонетичар, професор Хенри Хигинс, среће Елизу у Ковент Гардену и критикује вулгарност њеног дијалекта. Хигинс среће и пуковника Пикеринга, још једног лингвисту, и позива га да буде његов гост. 
Елиза долази у Хигинсову кућу, тражећи часове говорништва како би могла да добије посао као помоћница у цвећари. Хигинс се клади са Пикерингом да ће, у року од шест месеци, учећи Елизу да правилно говори, омогућити да прође као права дама.
Елиза постаје део Хигинсовог домаћинства. Иако Хигинс себе види као добродушног човека који једноставно не може да се слаже са женама, другима делује саможиво. Елиза трпи Хигинсово тиранско подучавање говора. Фрустрирана, сања о различитим начинима да га убије.
За своју прву јавну пробу, Хигинс води Елизу у ложу своје мајке на хиподрому Аскот. Иако Елиза шокира све када се заборави док гледа трку и поново се врати псовкама, она ипак осваја срце Фредија Ајнсфорд-Хила. Фреди те вечери изјављује да ће је чекати на улици испред Хигинсове куће.
Елизин последњи тест захтева да прође као дама на балу амбасаде. Након још неколико недеља припрема, она је спремна. Све даме и господа на балу јој се диве, а краљица Трансилваније је позива да плеше са принцом. Мађарски фонетичар, Золтан Карпати, покушава да открије Елизино порекло. Хигинс дозвољава Карпатију да плеше са Елизом.

### Други чин
Карпати је прогласио Елизу мађарском принцезом. Пикеринг и Хигинс уживају у свом тријумфу, не обраћајући пажњу на Елизу. Елиза је увређена што не добија признање за свој успех, пакује се и напушта кућу Хигинсових. Док одлази, проналази Фредија, који почиње да јој говори колико је воли, али она му каже да, ако је заиста воли, требало би да то покаже.
Елиза и Фреди се враћају у Ковент Гарден, али она схвата да се тамо више не осећа као код куће. Њен отац је такође тамо и он јој каже да је добио изненађујуће завештање од америчког милионера, које га је уздигло до угледа средње класе, и да сада мора да се ожени својом љубавницом. Дулитл и његови пријатељи праве последњу забаву пре венчања.
Када се Хигинс пробуди следећег јутра, осећа се лоше без Елизе. Пита се зашто је отишла након тријумфа на балу и закључује да су мушкарци далеко супериорнији од жена. Пуковник Пикеринг је забринут за Елизину добробит, позива полицију и контактира старог друга за кога верује да ће им помоћи да је пронађу.
Хигинс очајан посећује кућу своје мајке, где проналази Елизу. Елиза изјављује да јој Хигинс више није потребан. Док Хигинс иде кући, схвата да се везао за Елизу. Код куће, сентиментално прегледа снимак који је направио оног дана када је Елиза први пут дошла код њега на часове, чувши његове сопствене оштре речи. Елиза се изненада појављује у његовој кући. У потиснутој радости због њиховог поновног сусрета, професор Хигинс се подсмева и пита: „Елиза, где су, дођавола, моје папуче?“

## Ликови
- Елиза Дулитл, млада продавачица цвећа из Кокнија
- Хенри Хигинс, професор фонетике
- Алфред П. Дулитл, Елизин отац, чистач смећа
- Пуковник Хју Пикеринг, пријатељ и колега фонетичар Хенрија Хигинса
- Госпођа Хигинс, Хенријева мајка из високог друштва
- Фреди Ајнсфорд-Хил, млади присталица високог друштва и Елизин удварач
- Госпођа Пирс, Хигинсова домаћица
- Золтан Карпати, бивши ученик и ривал Хенрија Хигинса

## Позадина
Средином 1930-их, филмски продуцент Габријел Паскал стекао је права за продукцију филмских верзија неколико драма Џорџа Бернарда Шоа, међу којима је био и Пигмалион. Међутим, Шо, након лошег искуства са „Чоколадним војником“, бечком оперетом заснованом на његовој драми „Оружје и човек“, одбио је дозволу да се Пигмалион адаптира у мјузикл. Након Шоове смрти 1950. године, Паскал је замолио текстописца Алана Џеја Лернера да напише музичку адаптацију. Лернер је пристао, и он и његов партнер Фредерик Лоу су почели да раде. Али су брзо схватили да представа крши неколико кључних правила за конструисање мјузикла: главна прича није била љубавна прича, није било споредне радње или љубавне приче, и није било места за ансамбл. Многи људи, укључујући Оскара Хамерштајна II, који је, са Ричардом Роџерсом, такође покушао да адаптира Пигмалиона у мјузикл и одустао, рекли су Лернеру да је претварање драме у мјузикл немогуће, па су он и Лоу напустили пројекат на две године.
Током овог времена, сарадници су се разишли, а Паскал је умро. Лернер је покушавао да музикализује Малог Абнера када је прочитао Паскалов некролог и поново почео да размишља о Пигмалиону. Када су се он и Лоу поново састали, све  непремостиве препреке које су им стајале на путу две године раније нестале су када је тим схватио да представи треба мало измена. Затим су узбуђено почели да пишу представу. Међутим, Чејс Менхетн банка је била задужена за Паскалово имање, а музичка права на Пигмалиона су тражили и Лернер и Лоу и Метро-Голдвин-Мајер. Лоу је одлучио: „Написаћемо представу без права, а када дође време да одлуче ко ће их добити, бићемо толико испред свих осталих да ће бити приморани да их дају нама.“ Пет месеци Лернер и Лоу су писали, ангажовали техничке дизајнере и доносили одлуке о кастингу. Банка им је, на крају, доделила музичка права.
За мјузикл су предложени различити наслови. Доминик Мекхју је написао: „Током јесени 1955. године, представа се обично називала Моја Леди Лиза, и већина уговора помиње ово као наслов.“ Лернер је преферирао Моју лепу госпођицу, што се односи и на један од Шоових привремених наслова за Пигмалиона и на последњи стих сваке строфе дечје песмице „Лондонски мост се руши“. 
Ноел Кауард је био први коме је понуђена улога Хенрија Хигинса, али ју је одбио, предлажући продуцентима да ангажују Рекса Харисона. Након много размишљања, Харисон је пристао да прихвати улогу. Мери Мартин је била рани избор за улогу Елизе Дулитл, али је одбила улогу. Млада глумица Џули Ендруз је  изабрана за улогу Елизе након што је креативни тим представе отишао да погледа њен бродвејски деби у представи „Дечак“. Мос Харт је пристао да режира након што је чуо само две песме. 
Сценарио мјузикла користио је неколико сцена које је Шо написао посебно за филмску верзију <i id="mwtQ">Пигмалиона</i> из 1938. године, укључујући секвенцу Бала амбасаде и последњу сцену филма из 1938. године, уместо завршетка Шоове оригиналне представе.

## Продукција

### Оригинална бродвејска продукција
Мјузикл је имао своју пробну изведбу пре Бродвеја у позоришту Шуберт у Њу Хејвену. На првој претпремијери, Рекс Харисон, који није био навикао да пева пред живим оркестром, „најавио је да ни под којим условима неће наступити те вечери... са тих тридесет два уљеза у партеру“. Закључао се у своју гардеробу и изашао нешто више од сат времена пре почетка представе. Читава трупа је била распуштена, али је поново позвана, а премијера је била успешна. „Моја лепа госпођица“ је потом играна четири недеље у позоришту Ерлангер у Филаделфији, почев од 15. фебруара 1956. године.
Мјузикл је премијерно приказан на Бродвеју 15. марта 1956. године у позоришту Марк Хелингер у Њујорку. Пребачен је у позориште Бродхарст, а затим у позориште Бродвеј, где је прекинут 29. септембра 1962. године, након 2.717 извођења, што је у то време био рекорд. Поред звезда Рекса Хариса, Џули Ендруз и Стенлија Холовеја, оригинална глумачка постава је укључивала Роберта Кута, Кетлин Несбит, Џона Мајкла Кинга и Рида Шелтона. Харисона је заменио Едвард Малхер у новембру 1957. године, а Сали Ен Хаус је заменила Ендруз у фебруару 1958. године. До почетка 1959. године, то је била најпрофитабилнија бродвејска представа свих времена са бруто зарадом од 10 милиона долара.
Према Џефрију Блоку, „Критичари премијере су одмах препознали да је „Моја лепа госпођица“ у потпуности испунила услове Роџерсовог и Хамерштајновог модела интегрисаног мјузикла. Критичари су похвалили промишљено коришћење Шоове оригиналне драме, бриљантност текстова и Лоуову добро интегрисану партитуру.“